# Esther Liebmann
Esther Liebmann, född Schulhoff 1649, död 1714, var en tysk bankir. Hon var myntmästare och finansiär hos Fredrik I av Preussen i Berlin mellan 1702 och 1713. Hon var en så kallad "hovjude" vid Fredrik I av Preussens hov.
Hon härstammade från Prag och gifte sig första gången med bankiren Israel Aaron, som tillhörde Berlins judiska koloni. Efter hans död gifte hon sig med bankiren och guldsmeden Jost Liebmann, som var Fredrik Vilhelm I:s finansiär och myntmästare och kallad den rikaste personen inom den tyska judenheten. 
Vid sin andre makes död 1702 tog hon över hans ställning som Berlins myntmästare och monarkens finansiär och bankir. Hon arbetade länge för att få tillstånd att uppföra en offentlig synagoga för den judiska kolonin i Berlin i stället för den dåvarande privata. 
År 1713 blev hon och hennes söner arresterade och fick sin egendom konfiskerad.